# متلألئة صدئية
متلألئة صدئية (الاسم العلمي:Luzula rufescens) هي نوع من النباتات تتبع جنس المتلألئة من الفصيلة الأسلية.